# 安藤伊右衛門
安藤 伊右衛門（あんどう いえもん、寛延4年3月17日（1751年4月12日） - 文政10年3月17日（1827年4月12日））は、江戸時代後期の治水家、新田開発の功労者。名は正知。

## 経歴・人物
因幡国八上郡郡家村の豪農の家に生まれる。旱魃に苦しむ郡内の14の村に、私財を投じて9三年後に当たる文政6年（1823年）八東川から伸びる灌漑用水路を完成させ、新田を拓いた。
大正8年（1919年）、従五位を追贈された。